# Bolesław Mucman
Bolesław Mucman, B.Mucman-Muszyna, właściwe Bolesław Micmacher (ur. 1905 w Warszawie, zm. 1942 lub 1943 w Treblince) – polski pianista, kontrabasista i kompozytor muzyki rozrywkowej pochodzenia żydowskiego.

## Życiorys
W okresie międzywojennym pracował w Warszawie. Był instrumentalistą w zespołach i sam prowadził zespoły instrumentalne m.in. wraz z Maurycym Lewakiem – w restauracji Gastronomia. Był kompozytorem wielu popularnych piosenek – tang określanych na etykietach płyt gramofonowych jako komiczne, wesołe czy też andrusowskie: Panna Andzia ma wychodne, Jadziem panie Zielonka, Chodź na piwko naprzeciwko, U cioci na imieninach. Te piosenki były pastiszami, pełnymi wdzięku i humoru piosenkami nawiązującymi swym charakterem do autentycznych ballad robotniczych przedmieść Warszawy. Zdobyły sobie ogromną, trwająca do dziś popularność.
„Nasz Przegląd” donosił, że piosenka Bolesława Mucmana-Muszyny pt. Banalna historia, śpiewana przez Eugeniusza Bodo w teatrze Tip-Top, cieszyła się rekordowym powodzeniem.